# Paul Yoshigoro Taguchi
Paul Yoshigoro Taguchi (en japonés: 田口芳五郎) (20 de julio de 1902—23 de febrero de 1978) fue un arzobispo y cardenal japonés de la Iglesia católica. Fue Arzobispo de Osaka desde 1941 hasta su muerte en 1978, y cardenal desde 1973.
Taguchi nació en Sotome (ahora parte de la ciudad de Nagasaki). Tras graduarse en la Universidad de Santo Tomás de Japón, estudió en la Pontificia Universidad Urbaniana y el Pontificio Ateneo San Apolinar, ambas en Roma, donde fue ordenado sacerdote el 22 de diciembre de 1928. Tras acabar sus estudios en 1931, regresó a la Archidiócesis de Tokio, donde sirvió como profesor en el seminario y director general del Centro de Prensa Católico hasta 1936. Entre 1936 y 1940 desempeñó el cargo de secretario de la Delegación Apostólica en Japón.
El 25 de noviembre de 1941 fue nombrado obispo de Osaka por el papa Pío XII y recibió su ordenación episcopal el 14 de diciembre a manos del arzobispo Paolo Marella, junto al arzobispo Peter Doi y el obispo jesuita Johannes Ross en la catedral de Tokio. Participó en el Concilio Vaticano II entre los años 1962 y 1965, y fue elevado al rango de arzobispo metropolitano el 24 de julio de 1969. Además, fue presidente de la Conferencia Episcopal Japonesa desde 1970 hasta 1978. Pablo VI lo creó cardenal presbítero de Santa Maria in Via en el consistorio celebrado el 5 de marzo de 1973.
Falleció en Osaka a la edad de 75 años, y fue enterrado en la catedral de Osaka.